# Cornelius XBG-3
El Cornelius XBG-3 fue una "bomba planeadora" estadounidense desarrollada por la Cornelius Aircraft Corporation para las Fuerzas Aéreas del Ejército de los Estados Unidos. Usando un diseño no convencional que incluía un ala en flecha invertida, se ordenó un único prototipo en 1942; sin embargo, el contrato fue cancelado más tarde el mismo año, antes de que se hubiera construido el avión.

## Desarrollo
A principios de la Segunda Guerra Mundial, las Fuerzas Aéreas del Ejército de los Estados Unidos iniciaron una investigación acerca de la posibilidad de que planeadores, remolcados por aviones convencionales al área del blanco, luego soltados y guiados por radiocontrol para impactar, fuesen una útil arma de guerra. Esencialmente una forma temprana de misil guiado (muy grande), el concepto era similar a un proyecto de la Armada ya en marcha por la época, conocido como Glomb (de "glider-bomb", bomba planeadora), y condujo al establecimiento de la serie BG de designaciones (por "Bomb Glider"), a principios de 1942.
Entre los diseños considerados para ser usados como bomba planeadora, estaba uno no convencional presentado por la Cornelius Aircraft Company. Cornelius, que tenía cierta reputación debida al diseño no convencional de aviones, propuso uno que presentaba una configuración de "cola primero", con planos delanteros canard y una radical ala en flecha invertida. Las USAAF consideraron el diseño lo suficientemente interesante como para conceder un contrato a Cornelius para la construcción de un único prototipo, designado XBG-3. Sin embargo, el proyecto fue cancelado en 1942, cuando el concepto de bomba planeadora fue abandonado por las USAAF.
Un planeador más grande, sin cola y con ala en flecha invertida sería construido por Cornelius más tarde, actuando como "depósito de combustible volante", el XFG-1.

## Aeronaves relacionadas

### Desarrollos relacionados
- Cornelius XFG-1

### Aeronaves similares
- Mistel
- Fletcher BG-1
- Interstate TDR
- Pratt-Read LBE

### Secuencias de designación
- Secuencia BG-_ (Bombas planeadoras del USAAC, 1942-1944): BG-1 - BG-2 - BG-3